# Donna Tartt
Donna Tartt (n. 23 decembrie 1963, Greenwood⁠(d), Mississippi, SUA) este o scriitoare americană.

## Opere
Ea este recunoscută pentru minuțiozitatea cu care își scrie cărțile, acestea fiind publicate la un interval de zece ani. Primele sale două romane – Istoria secretă (The Secret History, 1992) și Micul prieten (2002) - i-au adus recunoașterea criticilor și a publicului american, iar cel de-al treilea, Sticletele (2013), a propulsat-o în elita internațională a prozatorilor contemporani, primind premiul Pulitzer pentru literatură.

## Opere traduse în limba română
- 2018: Sticletele, traducător Justina Bandol, Editura Litera, București, ISBN 978-6-063-33265-4
- 2020: Istoria secretă, Editura Litera, București, ISBN 978-6-063-34519-7

## Premii și distincții
- 2003: WH Smith Literary Award, pentru The Little Friend
- 2014: Premiul Pulitzer pentru ficțiune pentru The Goldfinch
- 2014: Andrew Carnegie Medal for Excellence in Fiction and Nonfiction pentru The Goldfinch

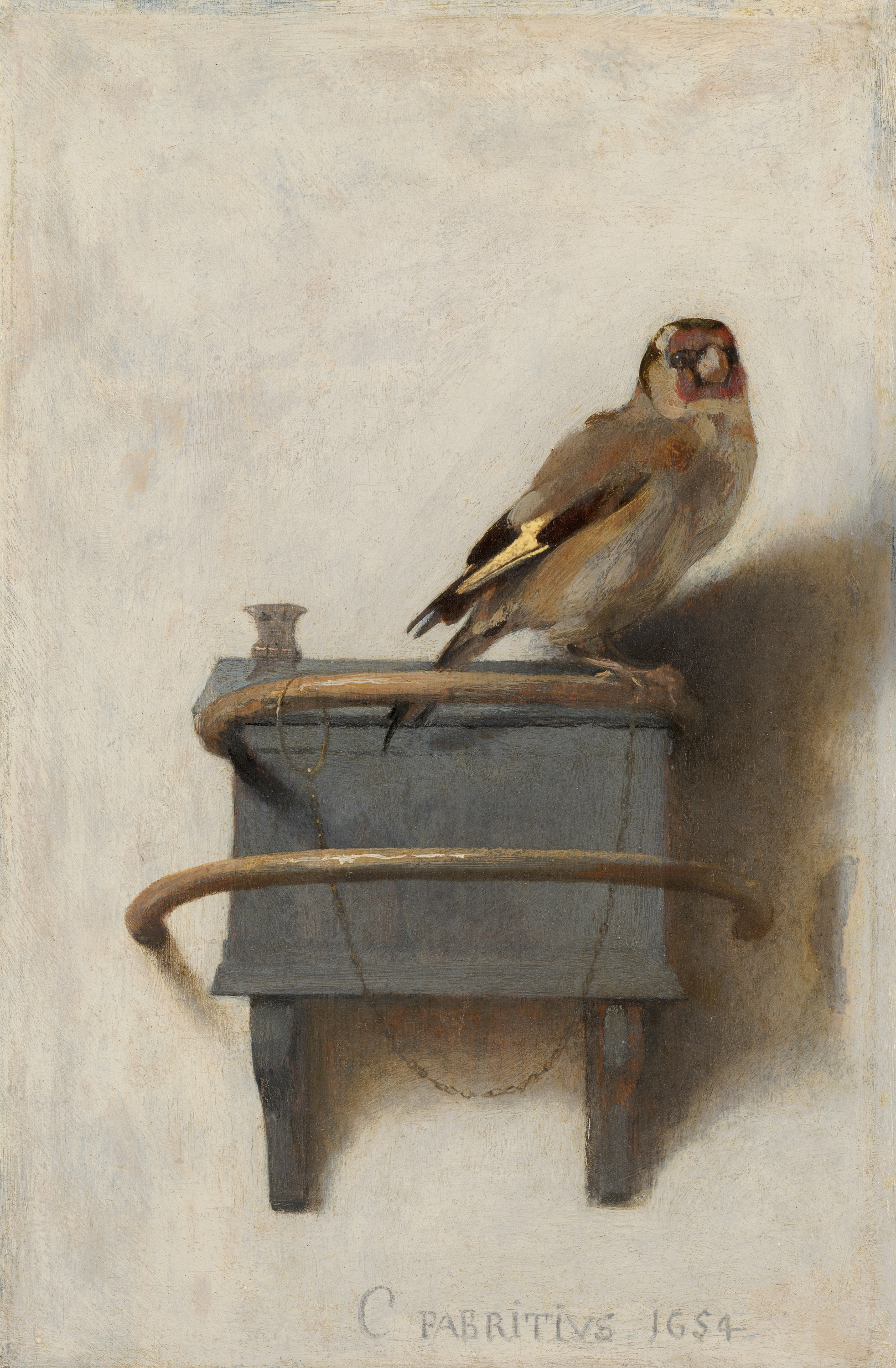
The Goldfinch pictură de Carel Fabritius (1654)